# Tresors perduts d'Egipte
Tresors perduts d'Egipte (originalment en anglès, Lost Treasures of Egypt) és una sèrie documental britànica estrenada el 5 de març de 2019 al National Geographic Channel dels Estats Units. La sèrie segueix els treballs dels arqueòlegs en l'Egipte faraònic. La sèrie desgrana la tasca d'investigació d'aquests equips que, entre altres missions, volen resoldre alguns dels misteris que envolten Tutankamon o la reina Hatxepsut o busquen la tomba perduda de Cleòpatra. Amb l'ajuda d'algunes recreacions de ficció, la sèrie mostra com aquests experts combinen l'ús de la tecnologia amb la més pura intuïció. El 26 de febrer de 2021 es va estrenar el doblatge en català de la primera temporada al canal 33.

## Llista d'episodis

### Primera temporada
| Núm. total | Núm. de la temporada | Títol                                         | Data d'emissió original | Data d'estrena a Catalunya |
| --- | -------------------- | --------------------------------------------- | ----------------------- | -------------------------- |
| 1 | 1                    | «Els tresors de Tutankamon»                   | 5 de març de 2019       | 26 de febrer de 2021       |
| En aquest episodi, els arqueòlegs que treballen a la Vall dels Reis descobriran els misteris del faraó més famós d'Egipte, Tutankamon. En una caixa que s'havia donat per perduda feia més de 100 anys hi trobarem tresors de la tomba del rei nen. Gràcies a les noves tecnologies, sabrem per què el seu lloc de descans va quedar fora de l'abast dels saquejadors durant mil·lennis, i acompanyarem l'equip encarregat de transportar els tresors de Tutankamon en un viatge únic pel desert fins al seu nou destí, el Gran Museu Egipci del Caire. Mentrestant, un equip d'arqueòlegs obrirà una tomba de 4.000 anys d'antiguitat i farà un nou descobriment. |                      |                                               |                         |                            |
| 2 | 2                    | «La tomba a la vora de la piràmide»           | 12 de març de 2019      | 26 de març de 2021         |
| Els grans faraons d'Egipte, ¿per què van abandonar les piràmides de Guiza i van construir les seves tombes a la remota Vall dels Reis? L'arqueòleg John Ward ens donarà la resposta. A l'ombra de les piràmides, un equip d'arqueòlegs egipcis liderats per Ashraf Mohie, faran un descobriment extraordinari. I un equip de la Universitat de Basilea busca pistes per identificar les restes humanes que han trobat en una tomba saquejada. |                      |                                               |                         |                            |
| 3 | 3                    | «La tomba perduda de Cleopatra»               | 19 de març de 2019      | 2 d'abril de 2021          |
| Cleòpatra va ser l'última reina d'Egipte, a les acaballes d'un regne que havia durat molts segles. Aquest personatge, que va existir realment però que ha generat nombroses històries i llegendes, va decidir suïcidar-se en veure's atrapada per l'invasor romà. A partir d'aquell moment se'n va perdre la pista, i ningú ha localitzat mai la seva tomba. En aquest episodi seguirem, entre altres treballs d'excavació, els esforços d'una dona que intenta trobar aquesta tomba anant a contracorrent. |                      |                                               |                         |                            |
| 4 | 4                    | «Lladres de tombes»                           | 26 de març de 2019      | 12 de març de 2021         |
| A la Vall dels Reis, l'egiptòleg Don Ryan treballa contra rellotge per fer un examen forense del contingut de la tomba 49. L'objectiu és trobar tresors oblidats pels antics lladres de tombes. Al Museu Egipci del Caire, la professora Salima Ikram investiga unes restes de mòmies que les autoritats han requisat al mercat negre. I, a l'entrada de la vall, Antonio Morales, de la Universitat d'Alcalá, excava les tombes d'alts funcionaris de l'antic Egipte. |                      |                                               |                         |                            |
| 5 | 5                    | «La reina-faraó guerrera»                     | 2 d'abril de 2019       | 5 de març de 2021          |
| Els arqueòlegs investiguen una de les governants més poderoses de la història: Hatxepsut, la reina-faraó. Un equip troba pistes del seu regnat als terrenys del seu temple emblemàtic. Un descobriment en una antiga pedrera engega una investigació que ens porta a l'Avinguda de les Esfinxs del temple de Karnak. I, mentre excava l'interior d'una tomba, una arqueòloga ens mostra un episodi dramàtic de la vida d'una dona de l'antic Egipte. |                      |                                               |                         |                            |
| 6 | 6                    | «La maledicció de la vida després de la mort» | 9 d'abril de 2019       | 19 de març de 2021         |
| Per als antics egipcis, la vida després de la mort era extremament important, i per aquest motiu dedicaven una bona part de la seva existència terrenal a preparar-la. En aquest documental seguirem diversos equips d'arqueòlegs que excaven tombes de l'antic Egipte per fer sortir a la llum cambres, taüts, mòmies, cadàvers i objectes que permeten comprendre millor com concebien el més-enllà i fins on estaven disposats a arribar per assegurar-se una vida millor a l'altre món. |                      |                                               |                         |                            |

### Segona temporada
| Núm. total | Núm. de la temporada | Títol                                        | Data d'emissió original | Data d'estrena a Catalunya |
| --- | -------------------- | -------------------------------------------- | ----------------------- | -------------------------- |
| 7 | 1                    | «Els secrets de Tutankamon»                  | 11 d'agost de 2020      | 13 de setembre de 2023     |
| Tutankamon es va convertir en faraó quan tenia nou anys i va morir quan en tenia divuit, però el descobriment de la seva tomba intacta, amb més de 5.000 objectes valuosíssims, ha fet que sigui el faraó més famós de la història. Quan s'inauguri el nou Gran Museu Egipci, està previst que els seus tresors tornin a estar junts després de més d'un segle. Mentrestant, els arqueòlegs continuen les excavacions per conèixer millor la seva època.   |                      |                                              |                         |                            |
| 8 | 2                    | «Els misteris de l'esfinx»                   | 11 d'agost de 2020      | 15 de setembre de 2023     |
| A l'antic Egipte molts déus tenien cos de persona i cap d'animal, però els egipcis també havien imaginat éssers amb poders sobrenaturals que tenien cos d'animal i cap de persona, com ara les esfinxs, que tenien cos de lleó. D'estàtues d'esfinxs n'hi ha força, però una destaca per sobre de totes les altres i s'ha convertit en un dels emblemes d'Egipte: és l'esfinx immensa que es troba al peu de les piràmides de Guiza.                       |                      |                                              |                         |                            |
| 9 | 3                    | «La recerca de Cleopatra»                    | 18 d'agost de 2020      | 15 de setembre de 2023     |
| El nom de Cleopatra és un dels que de seguida venen al cap quan es parla de l'antic Egipte, però, curiosament, fins ara encara no han aparegut ni la seva tomba ni la seva mòmia. Per això no és gens estrany que arqueòlegs de tot el món dediquin grans esforços a buscar el rastre de l'última reina-faraó que va tenir Egipte abans que el país es convertís en una província romana.                                                                  |                      |                                              |                         |                            |
| 10 | 4                    | «Secrets de les piràmides»                   | 18 d'agost de 2020      | 22 de setembre de 2023     |
| Tots associem Egipte amb les piràmides, però a la necròpolis de Saqqara n'hi ha una de molt especial. És la primera piràmide del món: la piràmide esglaonada de Djoser. Es va construir fa uns 4.500 anys i la va projectar Imhotep, el primer arquitecte de la història. Després de Djoser, els altres faraons van voler tenir una tomba com la seva, i així és com va començar la història d'aquestes construccions inconfusibles.                       |                      |                                              |                         |                            |
| 11 | 5                    | «La recerca de la reina Nefertiti»           | 25 d'agost de 2020      | 13 de setembre de 2023     |
| La reina Nefertiti és un dels grans personatges de l'Egipte antic, però ningú no sap com van ser els últims anys de la seva vida ni s'ha descobert mai la seva tomba. Diversos arqueòlegs treballen per aclarir els misteris que envolten aquesta dona, i alguns tenen teories molt curioses, com ara que Nefertiti va continuar regnant després de la mort del seu marit. Són idees sorprenents, però els jaciments egipcis sempre poden donar sorpreses. |                      |                                              |                         |                            |
| 12 | 6                    | «Ramsès el Gran, el constructor d'un imperi» | 25 d'agost de 2020      | 22 de setembre de 2023     |
| Ramsès II va regnar durant l'època daurada de l'antic Egipte i va fer aixecar més temples i monuments que qualsevol altre faraó en els 3.000 anys d'història d'aquella civilització. Tenia un gran domini de la propaganda i sabia que, per fer-se respectar pel poble, s'havia de presentar com un gran guerrer i, a més, havia deixar clar que el seu poder a la Terra era comparable al poder del Sol dalt del cel.                                     |                      |                                              |                         |                            |
| 13 | 7                    | «La mort de les piràmides»                   | 1 de setembre de 2020   | 29 de setembre de 2023     |
| Les piràmides són, sens dubte, els monuments més emblemàtics de l'antic Egipte i tothom les hi associa immediatament, però els egipcis no van construir sempre piràmides. L'antiga civilització egípcia va durar uns 30 segles, però de piràmides només se'n van construir durant menys de 500 anys. La construcció de les piràmides només era possible en una monarquia molt rica i forta, i la societat egípcia no era tan immutable com ens sembla.     |                      |                                              |                         |                            |
| 14 | 8                    | «La maledicció de la mòmia»                  | 11 d'agost de 2020      | 29 de setembre de 2023     |
| Els antics egipcis creien que les ànimes podien arribar a viure eternament, però que arribar a l'altra vida no era gens fàcil perquè calia complir moltes condicions. Una de les condicions era que el cos s'havia de conservar després de la mort, i això explica que dediquessin tants esforços a l'embalsamament i a la momificació. Però sovint els seus esforços eren en va, perquè els lladres de tombes van deixar ben poques mòmies intactes.      |                      |                                              |                         |                            |

### Tercera temporada
| Núm. total | Núm. de la temporada | Títol                                    | Data d'emissió original | Data d'estrena a Catalunya |
| --- | -------------------- | ---------------------------------------- | ----------------------- | -------------------------- |
| 15 | 1                    | «El misteri de la tomba de Tutankamon»   | 13 de setembre de 2021  | 13 d'octubre de 2023       |
| Ara fa cent anys, el descobriment de la tomba de Tutankamon va omplir les portades de la premsa de tot el món. Avui dia, el tresor d'aquest faraó encara és mític, però, en realitat, la seva tomba és petita i molt austera, comparada amb les d'altres faraons. Molts arqueòlegs encara busquen una explicació a aquesta sorprenent modèstia funerària, i sembla que està relacionada amb les condicions en què va haver de regnar el rei-nen.                                                    |                      |                                          |                         |                            |
| 16 | 2                    | «La llegenda dels reis de les piràmides» | 13 de setembre de 2021  | 20 d'octubre de 2023       |
| Diversos arqueòlegs investiguen aspectes relacionats amb el poder dels faraons, des de la magnífica tomba de Kheops, mai superada, als temples del sol, construïts per faraons posteriors per intentar mantenir el seu poder. Aquests faraons volien que el poble els adorés, no com a déus en la mort, sinó com a déus vivents. També és possible que alguns faraons tinguessin funcionaris dedicats a conservar la fidelitat i la devoció del poble.                                              |                      |                                          |                         |                            |
| 17 | 3                    | «El poder de Ramsès»                     | 13 de setembre de 2021  | 6 d'octubre de 2023        |
| Si avui coneixem Ramsès II com a Ramsès el Gran és per l'habilitat que va tenir per presentar-se com el monarca més poderós d'aquella antiga civilització. Va ser un gran guerrer i un gran diplomàtic, però, sobretot, va ser un excel·lent propagandista que va omplir les parets dels temples amb les seves victòries militars i va encarregar milers d'estàtues seves, però també va aprofitar estàtues de faraons antics per donar-los les seves faccions.                                     |                      |                                          |                         |                            |
| 18 | 4                    | «L'ascens de les mòmies»                 | 20 de setembre de 2021  | 13 d'octubre de 2023       |
| La momificació és un dels trets característics que defineixen els enterraments a l'Antic Egipte. Però hi ha moltes preguntes sobre aquest ritual que encara no tenen una resposta clara, com ara quan van començar els egipcis a momificar els seus morts, com es momificaven les persones que no pertanyien a la classe alta, o què va passar amb la momificació quan els grecs van conquerir Egipte. Nombrosos arqueòlegs especialitzats en aquest tema investiguen per descobrir-ne els secrets. |                      |                                          |                         |                            |
| 19 | 5                    | «Secrets de les reines d'Egipte»         | 20 de setembre de 2021  | 7 d'octubre de 2023        |
| La societat de l'antic Egipte estava dominada pels homes, però algunes dones excepcionals van aconseguir arribar al poder com a faraones o com a reines consorts. Durant el Regne Antic, la reina Setibhor es va fer construir una gran piràmide i un temple funerari i va obrir el camí perquè més endavant, durant el Regne Nou, Hatxepsut es proclamés faraona i Nefertari exercís el poder al costat del seu marit, Ramsès el Gran.                                                             |                      |                                          |                         |                            |
| 20 | 6                    | «Els saquejadors de piràmides»           | 20 de setembre de 2021  | 27 d'octubre de 2023       |
| La pugna entre els constructors i els lladres de tombes va durar mil·lennis. Els arqueòlegs estudien els orígens dels saquejos de tombes i com les construccions funeràries van anar evolucionant per protegir millor els seus ocupants, des de les mastabes, passant per les piràmides i els temples, fins a acabar sent discretes construccions enterrades. Però no tots els que entraven en una tomba volien robar-ne els tresors, molta gent buscava reutilitzar les tombes pels seus morts.    |                      |                                          |                         |                            |
| 21 | 7                    | «Els secrets amagats de Tutankamon»      | 27 de setembre de 2021  | 27 d'octubre de 2023       |
| Avui dia, Tutankamon és el faraó més conegut, però això s'explica sobretot perquè el descobriment de la seva tomba, ara fa cent anys, va causar sensació pels tresors que contenia. En realitat, Tutankamon només va governar Egipte entre els nou i els dinou anys, i es va haver de dedicar sobretot a desfer els canvis que havia provocat la revolució religiosa del seu pare, tal com indiquen els descobriments dels arqueòlegs.                                                              |                      |                                          |                         |                            |
| 22 | 8                    | «Cleopatra, l'última faraona d'Egipte»   | 27 de setembre de 2021  | 20 d'octubre de 2023       |
| Cleopatra va ser l'última faraona d'Egipte perquè, després d'ella, el país es va convertir en una província de l'imperi romà. Però l'Egipte sobre el qual va regnar ja no era únicament egipci, perquè Alexandre el Gran l'havia conquerit tres segles abans. La mateixa Cleopatra pertanyia a una dinastia d'origen grec, però va saber regnar tenint en compte la diversitat cultural del país. Malgrat els seus encerts, amb ella es van acabar els faraons.                                     |                      |                                          |                         |                            |